# Chersotis fimbriola
Chersotis fimbriola is een vlinder uit de familie uilen (Noctuidae). De wetenschappelijke naam is voor het eerst geldig gepubliceerd in 1803 door Esper.
De soort komt voor in Europa.